# 국가지식재산위원회
국가지식재산위원회(國家知識財産委員會, Presidential Council on Intellectual Property)는 지식재산 강국 실현을 위한 국가전략 수립, 관련 정책의 심의·조정·점검 등 지식재산 분야의 컨트롤타워 역할을 수행하는 대통령 소속 기관이다. 2011년 4월에 제정된 지식재산기본법에 의해  2011년 7월 28일 국가지식재산위원회가 출범하였다. 이낙연 국무총리와 구자열 LS그룹 회장이 공동 위원장이며, 정부위원 13명과 민간위원 19명으로 구성된 본 위원회와 5개 분야(창출·보호·활용·기반·신지식재산)의 전문위원회, 실무운영위원회, 특별전문위원회와 사무국인 지식재산전략기획단(現 윤헌주 단장)을 두고 있다. 국가지식재산위원회는 과학·기술 분야의 특허, 문화·예술·콘텐츠 분야의 저작권 등 다양한 지식재산을 창출하여 활용하기 위한 국가 전략을 수립하고, 정부 정책을 조율하는 역할을 수행한다. 이명박 전 대통령은 2012년을 지식재산 강국 원년으로 선포하였으며(슬로건 :‘지식재산 미래강국, 앞서가는 대한민국’), 위원회는 지식재산기본법에 의거, 5년마다 의무적으로 수립·시행해야 하는 법정계획이자 범국가적 차원의 종합전략인 국가지식재산 기본계획과 관계 중앙행정기관 및 광역지방자치단체의 추진계획을 종합한 국가지식재산시행계획을 상정·의결하였다.

## 설립 배경
세계 경제는 토지·노동·자본 등 유형자산을 바탕으로 한 산업시대를 넘어 무형자산 중심의 지식기반 경제로 전환되고 있다. 예를 들어, 미국 S&P 500기업의 시장가치 중 무형자산의 비율은 1985년 32%에서 2010년에는 80%까지 늘어났고, 무형자산 중에서도 지식재산의 비중이 10%(’85)에서 40%(’05)로 급증하는 추세이다. 이에 선진국들은 지식재산이 국가발전의 새로운 원천임을 인식하고 국가수반 소속으로 전담조직을 설치하는 등 범정부 차원의 추진체계를 구축해나가고 있다. 미국은 1979년부터 친특허 정책을 강화하기 시작하였으며 더욱 강력한 지식재산권 집행을 위해 2008년 9월 PRO-IP법을 통과시켰고, 이에 따라 2009년 백악관 관리예산처에 ‘지식재산집행조정관’을 설치하였다. 일본의 경우 2002년에 ‘지적재산기본법’을 제정하고 ‘지적재산전략본부’(본부장:총리) 설치 등을 통해 범정부 차원의 추진체제를 구축하였다. 중국에서도 제10차 및 제11차 경제개발 5개년 계획에서부터 지식재산전략이 형성되어 2005년에 부총리를 위원장으로 하는 ‘국가지식산권전략위원회’를 설치하였으며 2009년부터 매년 ‘국가지식산권전략실시 추진계획’을 발표하고 있다. 우리 경제도 양적 성장전략의 한계를 극복하기 위해 국가적인 차원에서 지식재산을 관리·육성하기 위한 전략이 요구되고 있다. 또한 부처별로 분산된 지식재산 정책을 종합적으로 기획·조정하고 유기적으로 연계하는 기능을 수행할 기구의 필요성이 제기된다. 이에 2011년 7월 20일 지식재산기본법이 시행되었으며, 동법 제6조(지식재사에 관한 정부의 주요 정책과 계획을 심의·조정하고 그 추진상황을 점검·평가하기 위하여 대통령 소속으로 국가지식재산 위원회를 둔다.)에 따라 2011년 7월 28일 대통령소속 국가지식재산위원회가 출범하였다.

## 연혁
- 2011년 5월 19일 - 지식재산기본법 제정·공포
- 2011년 7월 20일 - 지식재산기본법 시행
- 2011년 7월 28일 - 제1차 본위원회 개최
- 2011년 7월 28일 - 국가지식재산위원회 출범
- 2011년 9월 26일 - 국가지식재산위원회 지식재산전략기획단현판식
- 2011년 9월 28일 - 전문위원회 전문위원 위촉 및 제1차 회의
- 2011년 11월 22일 - 제2차 본위원회 회의 개최, 제1차 국가지식재산기본계획 의결
- 2012년 1월 31일 - 지식재산 강국 원년 선포식
- 2012년 1월 31일 - 제3차 본위원회 회의 개최
- 2012년 3월 7일 - 산학협력연구 협약 개선 특별전문위원회 및 지식재산권 분쟁해결제도 선진화 특별전문위원회 구성
- 2012년 4월 5일 - 국가지식재산네트워크(KIPnet)구성 및 제1차 컨퍼런스 개최
- 2012년 4월 24일 - 제4차 본위원회 회의 개최, 2013년도 정부 지식재산 중점투자방향(안) 및 2012년도 국가지식재산 시행계획 점검·평가방향(안) 심의･의결
- 2012년 5월 3일 - IP·기술 가치평가의 현황과 이슈 포럼 개최
- 2012년 5월 16일 - 표준특허 전략협의회 구성
- 2012년 5월 30일 - 지재권 분쟁해결제도 선진화 방안 토론회 개최
- 2012년 7월 27일 - 제5차 본위원회 회의 개최, 2012년도 국가지식재산 시행계획의결
- 2012년 9월 19일 - 산학연 협력연구 협약 가이드라인 공청회 개최
- 2012년 11월 2일 - 제6차 본위원회 회의(서면결의)
- 2012년 12월 3일 - 제2차 국가지식재산네트워크(KIPnet) 컨퍼런스 개최
- 2012년 12월 12일 - 제7차 본위원회 회의 개최, 2013년도 지식재산 시행계획 및 산·학·연 협력연구 협약 가이드라인[4] 의결
- 2013년 2월 26일 - 제42대 정홍원 국무총리(국가지식재산위원장) 취임
- 2013년 4월 - 지식재산서비스산업 분류체계 정립 관계부처·민간전문가 T/F, 직무발명보상제도 활성화 관계기관 합동 T/F 구성
- 2013년 4월 19일 - 지식재산 가치평가 및 금융활성화를 위한 정책협의회 구성
- 2013년 4월 30일 - 제8차 본위원회 회의(서면결의)
- 2013년 5월 30일 - 민간 산학연 협력연구 협약지원 특별전문위원회 출범
- 2013년 6월 19일 - 제3차 국가지식재산네트워크(KIPnet) 컨퍼런스 개최
- 2013년 7월 4일 - 재원배분방향 수립 워크숍 개최
- 2013년 10월 16일 - 지식재산·기술 가치평가 신뢰도 제고 방안 국무회의 확정
- 2013년 11월 13일 - 제2기 국가지식재산위원회출범
- 2013년 11월 13일 - 제9차 본위원회 회의 개최, 특허 등 지식재산권 소송관할 제도 개선안, 특허 소송대리 전문성 강화 방안, 표준특허의 전략적 확보방안, 직무발명보상제도 활성화 방안, 국가 특허경쟁력 강화방안 의결
- 2013년 12월 16일 - 제4차 국가지식재산네트워크(KIPnet) 컨퍼런스 개최
- 2014년 1월 6일 - 2013년도 지식재산 침해대응 및 보호집행 보고서[5] 발간
- 2014년 1월 27일 - 지식재산권 보호정책협의회 출범[깨진 링크( 과거 내용 찾기])]
- 2014년 3월 21일 - 제10차 본위원회 회의 개최, '2014년 국가지식재산시행계획', '2015년 중부지식재산중점투자방향', '저작권 생태계 구축방안' 논의·확정, 'IP·기술가치평가', '특허심사제도 개선'에 대한 제도적 기반을 확충 합의
- 2014년 6월 20일 - 국가지식재산네트워크(KIPnet) 'KIPnet 정책콘서트' 개최
- 2014년 6월 25일 - 2015년도 재원배분방향 수립 워크숍 개최
- 2014년 8월 1일 - 제11차 본위원회 회의 개최, '2015년 정부 지식재산 재원배분방향', '2013년 국가지식재산시행계획 점검·평가 결과', '지식재산 무역수지 통계 개선방안' 의결
- 2014년 9월 26일 - '지식재산 정책이슈 워크숍' 개최
- 2014년 12월 9일 - 국가지식재산네트워크(KIPnet) 컨퍼런스 2014 개최
- 2014년 12월 10일 - 제12차 본위원회 회의 개최, 'K-브랜드 보호 종합대책', '위조상품 유통근절 종합대책', '특허침해 손해배상제도 개선방안', '지식재산서비스산업 특수분류체계 정립방안', '2015년 지식재산 정책이슈 발굴 및 추진계획', '특허 등 지재권 소송관할 개선 추진현황', 'IP·기술 가치평가체제 실적 점검결과' 등 7개 안건 심의·의결
- 2014년 12월 18일 - '글로벌 방송 한류를 위한 지식재산 보호전략 세미나' 개최
- 2015년 2월 17일 - 제43대 이완구 국무총리(국가지식재산위원장) 취임
- 2015년 4월 10일 - 제13차 본위원회 회의 개최, '2015년도 국가지식재산 시행계획', '2016년도 정부 지식재산 중점투자방향', '국가지식재산위원회 정책심의 및 자문기능 강화 방안', '2016년도 지식재산 정책이슈 발굴계획', '시장 주도 IP·기술 거래 활성화 방안', '특허 심사·심판제도 개선 방안', '2016년도 K-브랜드 보호 세부추진계획', '2015년도 위조상품 유통근절 세부추진계획' 등 8개 안건 심의·의결
- 2015년 6월 12일 - '15년도 'KIPnet 정책콘서트' 개최(주제 : IP "보호"와  "개방" : 동향과 시사점)
- 2015년 6월 18일 - 제44대 황교안 국무총리(국가지식재산위원장) 취임
- 2015년 7월 22일 - 제14차 본위원회 회의 개최, '2016년도 정부 지식재산 재원배분방향', '2014년도 국가지식재산 시행계획 추진실적 평가결과', '중국 지재권 환경 변화 및 대응방향', '건전한 거래질서 확립을 위한 지식재산권 표시제도 개선방안', '특허 개방 및 활용 촉진방안', '「시장주도 IP·기술거래 활성화」이행현황 및 후속계획', '「시장주도 개방형 IP·기술 가치평가체제 구축」실적점검 결과', '「표준특허의 전략적 확보방안」실적점검 결과' 등 총 8개 안건 심의·의결
- 2015년 11월 11일 - 국가지식재산네트워크(KIPnet) 컨퍼런스 2015 개최(중국시장 진출을 위한 지식재산 보호·활용 전략)
- 2015년 12월 13일 - 구자열 민간위원장 선임
- 2015년 12월 14일 - 제3기 민간위원 위촉
- 2015년 12월 23일 - 제15차 본위원회 회의 개최, '콘텐츠 가치평가와 문화산업 지식재산 사업화 연계방안', 17'지재권 소송보험 발전 3개년 계획', '종자산업 육성을 위한 골든시드프로젝트 추진현황', '2016년도 지식재산 주요 정책이슈 발굴', '한국전통지식재산 창출 방안', '특허 등 지재권소송 관할 제도 개선(안) 추진결과' 등 총6개 안건 심의·의결
- 2016년 1월 5일 - 제3기 전문위원 위촉
- 2016년 1월 29일 - 제3기 전문위원회 출범식
- 2016년 4월 6일 - 제16차 본위원회 회의 개최, '중소기업 기술보호 종합대책', '2016년도 국가지식재산시행계획', '2016년 지식재산이슈 정책화 추진방향', '재원배분방향 개편방안' 등 총 4개 안건 심의·의결
- 2016년 4월 19일 - '제1회 IP SUMMIT 컨퍼런스'(주제 : 격변하는 글로벌 경쟁 환경에서 국가 성장과 지식재산의 역할)
- 2016년 5월 10일 - '제2회 IP SUMMIT 컨퍼런스'(주제 : 지식재산 부국으로의 길, 기업에 묻다)
- 2016년 6월 20일 - 제17차 본위원회 회의 개최, '2017년도 정부 지식재산 재원배분방향', '해외진출 중소기업 IP전략지원 특별전문위원회 구성·운영계획', '직무발명 개선안', '2015년도 지식재산 시행계획 추진실적 평가 결과' 등 4개 안건 심의·의결
- 2016년 7월 20일 - '제3회 IP SUMMIT 컨퍼런스'(주제 : 초연결 시대, 국부창출을 위한 IP전략)
- 2016년 11월 30일 - '2016 국가지식재산네트워크(KIPnet)컨퍼런스 개최'(주제 : 4차 산업혁명, 지식재산 역할과 방향)
- 2016년 12월 23일 - 제18차 본위원회 회의 개최, '제2차 국가지식재산 기본계획(안)(2017~2021)', '중소기업 기술보호 종합대책 이행실적 점검 및 향후 계획(안)', '2017년 지식재산 주요 정책이슈 발굴(안)' 심의·의결
- 2017년 3월 29일 - 제19차 본위원회 개최, '2017년도 지식재산 시행계획(안)', '2018년도 정부 지식재산 재원배분방향(안)', '제1차 기본계획 점검평가 결과(안)', '2016년 시행계획 점검평가 결과(안)', '2017년 지식재산이슈 정책화 추진계획(안)' 심의·의결
- 2017년 5월 31일 - 제45대 이낙연 국무총리(국가지식재산위원장) 취임
- 2017년 9월 20일 - 제20차 본위원회 개최, '유망 신기술 분야의 중점 지식재산 확보전략(안)', '제4차 산업혁명을 선도하는 '강한특허'창출을 위한 국가 특허 심사역량 강화방안(안)', '중소·벤처기업 혁신성장을 위한 지식재산 보호 강화방안(안)', '나고야의정서 발효에 따른 정부 대응방향(안)', '해외진출 중소기업 IP전략지원 특별전문위원회 운영결과' 심의·의결
- 2018년 3월 9일 - 제21차 국가지식재산위원회 개최, '제3차 지식재산 인력양성 종합계획(안)', '고품질 지식재산(IP) 창출을 위한 IP-R&D 실행방안(안)', '혁신성장을 위한 국가 특허 경쟁력 강화 방안(안)' 심의·의결
- 2018년 5월 10일 - 제22차 국가지식재산위원회 개최, '2018년도 국가지식재산 시행계획(안)', '2019년 정부 지식재산 재원배분방향(안)', '2017년 국가지식재산 시행계획 점검평가 결과', '국가지식재산위원회 운영세칙 일부 개정', '2018년 지식재산 이슈 정책화 추진계획(안)', '차세대 지식재산 특별전문위원회 운영결과' 심의·의결
- 2018년 9월 4일 - 제1회 지식재산의 날 기념식 개최
- 2018년 12월 17일 - 제23차 국가지식재산위원회, '지식재산 분야 분쟁조정제도 활성화 방안', '저작권 존중 문화 확산 방안', '직무발명보상제도 개선 방안', '2019년 지식재산 주요 정책이슈 발굴'
- 2019년 3월 29일 - 제24차 국가지식재산위원회, '2019년 국가지식재산 시행계획 및 2020년 재원배분방향(안)', '2018년 국가지식재산 시행계획 점검평가 결과', '바이오산업 분야 IP 쟁점 및 개선방향(안)', '바이오산업 IP 특별전문위원회 구성·운영 계획(안)', '2019년 지식재산 이슈 정책화 추진계획(안)', '4차 산업혁명 시대의 지식재산 보호체계 개선 방안(안)' 심의·의결

## 역대위원장 및 단장
- 1,2기 민간위원장 : 윤종용
- 3,4기 민간위원장 : 구자열
- 5기 민간위원장 : 정상조
- 6기 민간위원장 : 백만기
- 7기 민간위원장 : 이광형
- 1대 단장 : 고기석
- 2대 단장 : 홍남표
- 3대 단장 : 윤헌주
- 4대 단장 : 정완용
- 5대 단장 : 정한근
- 6대 단장 : 강병삼
- 7대 단장 : 신준호

## 소관법률 및 계획

### 지식재산기본법
여러 개별 법률에 근거를 두고 있는 지식재산에 관한 정책이 통일되고 일관된 원칙에 따라 추진될 수 있도록 하기 위하여 정부의 지식재산 관련 정책의 기본 원칙과 주요 정책 방향을 법률에서 직접 제시하는 한편, 정부 차원의 국가지식재산 기본계획을 수립하고 관련 정책을 심의·조정하기 위한 추진 체계를 마련함으로써, 우리 사회에서 지식재산의 가치가 최대한 발휘될 수 있는 사회적 여건과 제도적 기반을 조성하기 위해 제정하였다.

### 국가지식재산기본계획
지식재산기본법 제8조에 따라 5년마다 의무적으로 수립·시행해야 하는 법정계획이자 범국가적 차원의 종합전략으로서, 정부 각 부처 및 지방자치단체에 대한 정책을 수립하고 추진방향을 제시한다.
제1차 지식재산 기본계획은 2012~2016년 우리나라 지식재산 정책의 비전 및 목표와 방향을 제시하는 중장기 발전전략으로서 지식재산 창출·보호·활용의 선순환 체계 구축을 정책 목표로 한다. 창출·보호·활용·기반·신지식재산 등 5개 분야 총 20개 주요과제로 구성되며 2011년 11월 22일 제2차 국가지식재산위원회에 상정·의결되었다.
제2차 지식재산 기본계획(2017~2021년)은 제4차 산업혁명을 선도할 IP 국가 경쟁력을 확보하기 위한 중장기 전략으로서 '질 중심의 IP 창출 전략', 'IP 보호 강화', 'IP 가치존중 및 권리자에 대한 정당한 보상 실현', 'IP 해외진출 확대' 등을 목표로하며 2016년 12월 23일 제18차 국가지식재산위원회에 상정·의결되었다.

### 국가지식재산시행계획
지식재산기본법 제9조에 따라 관계 중앙행정기관 및 광역지방자치단체의 추진계획을 종합한 국가지식재산시행계획을 상정·의결한다. 2012년도 국가지식재산시행계획은 2012년도 지식재산 추진계획과 12대 범정부 중점추진과제로 구성되어 있으며, 2012년 1월 31일 제3차 국가지식재산위원회에 상정·의결되었다. 2013년도 국가지식재산시행계획은 2012년도 정책성과와 과제, 2013년도 국가지식재산 시행계획 개관과 8대 범정부 중점추진과제로 구성되어 있으며, 2012년 12월 12일 제7차 국가지식재산위원회에 상정·의결되었다.

## 주요기능
국가지식재산위원회는 다음의 지식재산 관련 주요 정책을 심의·조정·점검한다. ① 국가지식재산 기본계획 및 국가지식재산 시행계획의 수립·변경에 관한 사항 ② 기본계획 및 시행계획의 추진상황에 대한 점검·평가에 관한 사항 ③ 지식재산 관련 재원의 배분방향 및 효율적 운용에 관한 사항④ 지식재산의 창출·보호 및 활용 촉진과 그 기반 조성을 위한 시책에 관한 사항(지식재산기본법 제6조)

## 조직/인원

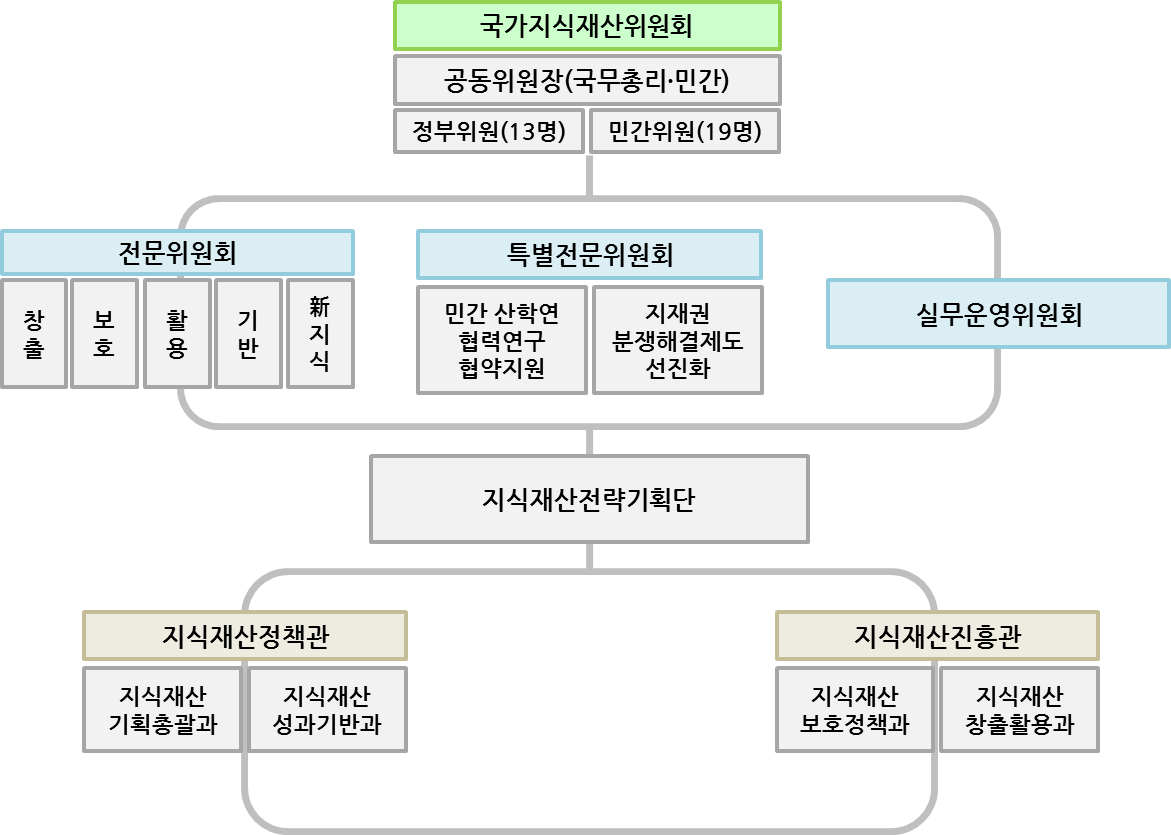
대통령소속 국가지식재산위원회(www.ipkorea.go.kr)의 조직도 입니다.

* 조직·인원 : 1단 2국 4과, 21명
- 위치 : 세종특별자치시 갈매로477, 4동, 4층 445호 지식재산전략기획단(어진동, 정부세종청사, 과학기술정보통신부)

### 위원회

#### 본위원회
국무총리 및 관계부처 장관 등 정부위원 13명과 민간위원 19명으로 구성되어 있으며 관계부처의 예산편성과 배분방향을 심의하고 지식재산 사업의 성과를 분석하는 역할을 수행한다.

#### 전문위원회
해당 분야(창출·보호·활용·기반·신지식재산)에서 전문지식과 경험이 풍부한 인사로 분야별 15명 이내로 구성되며 위원회 안건의 사전검토와 지식재산 주요정책 의제 발굴 및 논의 등을 담당한다.

#### 실무운영위원회
위원장인 지식재산전략기획단장을 비롯하여 소속 부처의 고위공무원과 국가지식재산위원회 지식재산정책조정관으로 구성되며, 위원회 심의 안건의 사전협의 및 조정과 지식재산 정책의 현안을 논의하는 역할을 수행한다.

#### 특별전문위원회
지식재산기본법 시행령 제6조에 따라 위원장은 긴급한 사안에 대한 전문적인 검토를 위하여 필요하면 위원회의 의결을 거쳐 전문위원회 외에 한시적인 특별전문위원회를 구성·운영할 수 있다. 2012년도에는 ‘지식재산 분쟁해결제도 선진화 특별전문위원회’와 ‘산학협력연구 협약 개선 특별전문위원회’가 구성·운영되고 있으며, 2013년도에는 '민간 산학연 협력연구 협약지원 특별전문위원회'가 출범하였다.

### 지식재산전략기획단
국가지식재산위원회의 업무 수행을 지원하기 위하여 위원회에 지식재산전략기획단을 설치하였다. 기획단은 위원회의 운영을 지원하고 위원회 활동의 홍보 및 대외 협력을 추진한다. 또한 위원회 안건의 작성 · 검토, 기본계획 및 시행계획의 수립 지원 및 협의와 지식재산 관련 조사·연구를 발굴하고 추진하는 업무를 수행한다. 기획단에는 지식재산전략기획단장(現 윤헌주 단장)을 두며, 지식재산정책관과 지식재산진흥관 하에 지식재산 기획·총괄과, 지식재산 성과·기반과, 지식재산 보호정책과, 지식재산 창출·활용과로 구성되어 있다.

## CI
국가지식재산위원회 로고 보관됨 2013-12-03 - 웨이백 머신
심볼 마크는 지식재산을 상징하는 책의 형태를 기본으로 하되, 대한민국 지식재산의 창출·보호·활용이라는 3가지 정책 목표를 달성한다는 의지를 날아오르는 듯한 3개의 날개로 형상화하여 나타내었다. 심볼 색상은 맑고 깨끗한 우리 고유의 푸른색을 기본으로 신뢰와 안정적 이미지의 남색, 능동적이고 공정성을 나타내는 청색, 그리고 미래지향적 이미지의 하늘색을 활용하여 창출·보호·활용을 상징적으로 표현하였다.

## 정책연구
- 지식재산분쟁에 따른 우수기술의 시장실패 사례분석 연구(관련:엠피맨닷컴)

## 같이 보기
- 국가지식재산네트워크